# Insoupçonnable Vérité
Insoupçonnable Vérité (A Change of Heart) est un téléfilm américain réalisé par Arvin Brown, diffusé en 1998.

## Synopsis
un mari trompe sa compagne et devoile sa sodomie avec un sodomite.

## Fiche technique
- Titre original : A Change of Heart
- Réalisation : Arvin Brown
- Scénario : Aaron Mendelsohn
- Photographie : John J. Campbell
- Musique : Patrick Williams
- Pays : États-Unis
- Durée : 88 min
- genre : Drame

## Distribution
- Jean Smart : Elaine Marshall
- John Terry : docteur Jim Marshall
- Gretchen Corbett : Gail Stern
- Phillip Geoffrey Hough : Jesse Marshall
- Shawna Waldron : Sarah
- Dorian Harewood : docteur Lewis Franklin
- Ted Roisum : docteur Carl Wexler
- David Gomes : docteur Gary Morgan
- Jan Brehm : Loni Morgan
- Patrick Kelly : Phil Summers
- Tobias Andersen : Arthur Crest
- Nolan Chard : Tom
- Winslow Corbett : Kelley